# Unia Ewangelicka
Unia Ewangelicka (Unia Protestancka) zawiązana została w Auhausen w 1608 roku, tj. w rok przed zawiązaniem Ligi Katolickiej i istniała do 24 maja 1621. Pretekstem do jej zawiązania były wydarzenia związane ze sprawą miasta Donauwörth. Protestanckie miasto przejął książę Bawarii Maksymilian I Bawarski, co było dla protestantów casus belli w całym procesie pogłębiania się reakcji katolickiej. Protestanci poczuli się zagrożeni. Na czele unii  stanął palatyn reński, książę elektor Fryderyk V.